# الرمال الذهبية
يقع منتجع الرمال الذهبية على شاطئ البحر الأبيض المتوسط في محافظة طرطوس في سوريا، وهو أحد المنتجعات الصيفية المسورة في سوريا، وتحتوي على شواطئ وشاليهات وخدمات أخرى، وهو أحد المنتجعات شرقي البحر المتوسط. و يعتبر واحد من المجتمعات المسورة بناءْ على السوار المحيط به.

## طبيعة المنتجع والتشجير
يتميز منتجع الرمال الذهبية بموقعه على شاطئ المتوسط وتشرف عليه من الشرق الجبال والغابات. وقد زرع محيط المنتجع والمجمع السياحي أكثر من 4000 شجرة من كافة الأنواع المتميزة وتعتبر نواة لغابة بين طريق طرطوس-اللاذقية وموقع المنتجع.

## جوائز حصل عليها المنتجع
- جائزة أفضل مجمع سياحي على شاطئ المتوسط منحتها له لجنة دولية اجتمعت في مدريد، إسبانيا عام 1998.
- جائزة أمريكا الذهبية للجودة والامتياز لعام 1999.
- الجائزة الذهبية للتميز التجاري لعام 2000.
- جائزة أوروبا للجودة لعام 2001.
- جائزة أوروبا الذهبية للجودة والتميز التجاري (الألف الجديدة) منحته إياها لجنة الاختبار العالمية التابعة لجمعية الإدارة والاستشارات (MCA) جنيف، سويسرا وأزرويز الدولية للأبحاث والاستشارات المكونة من مجموعة شركات وفنيين متميزين.
- جائزة قوس أوروبا للجودة والتقنية منحتها له لجنة الاختبار العالمية التابعة لرجال الأعمال والمكونة من مجموعة شركات وشخصيات مرموقة خلال اجتماعها الثلاثين المنعقد في فرانكفورت، ألمانيا.
- جائزة أوروبا الذهبية للجودة والتميز التجاري (برنامج اعتماد معايير رضى الزبائن عالية الجودة) منحتها له إدارة مؤسسة أزرويز في جنيف، سويسرا بالتعاون مع أزرويز للأبحاث والاستشارات الدولية في لبنان بسبب قدرة المجمع على التجدد في أن يكون بالصف الأول.
- جائزة سيستوب العالمية 2008 (في الجودة وحاصلة على شهادة الـ سيستوب)